# Dyschoriste hispidula
Dyschoriste hispidula là một loài thực vật có hoa trong họ Ô rô. Loài này được (Baker) Benoist mô tả khoa học đầu tiên năm 1942.